# هيروشي تاكانو
هيروشي تاكانو (باليابانية: 高野寛؛ بالكانا: たかの ひろし) هو مغن مؤلف ومنتج أسطوانات وملحن وشاعر ياباني، ولد في 14 ديسمبر 1964 في ميشيما في اليابان.

## وصلات خارجية
- الموقع الرسمي
- هيروشي تاكانو على موقع ميوزك برينز (الإنجليزية)
- هيروشي تاكانو على موقع ديسكوغز (الإنجليزية)